# Kahena Kunze
Pour les articles homonymes, voir Kunze.
Kahena Kunze est une skipper brésilienne née le 12 mars 1991 à São Paulo. Elle a remporté avec Martine Grael la médaille d'or du 49er FX féminin aux Jeux olympiques d'été de 2016 à Rio de Janeiro.